# 체체
다닐루 다스 네베스 피녜이루(포르투갈어: Danilo das Neves Pinheiro, 1992년 8월 30일 ~ )는 체체(Tchê Tchê)로 많이 불리는 브라질의 축구 선수로 포지션은 풀백 또는 미드필더이다. 현재 캄페오나투 브라질레이루 세리이 A의 상파울루에서 활약하고 있다.

## 우승
- 캄페오나투 브라질레이루 세리이 A: 2016